# Getto w Koźminku
Getto w Koźminku – getto żydowskie utworzone podczas II wojny światowej w Koźminku.

## Historia
Na przełomie listopada i grudnia 1939 roku większość Żydów mieszkających w Koźminku przesiedlono do Generalnego Gubernatorstwa. W lutym 1940 roku do miasta trafiło około 1300 Żydów z powiatu Kalisch, których zakwaterowania odmówiły władze getta łódzkiego. Żydzi pochodzili w większości z obozu przejściowego urządzonego w hali targowej w Kaliszu. Kolejnych Żydów deportowano do Koźminka ze Stawiszyna i Ostrowa Kaliskiego. Wraz z przybyciem tych Żydów w Koźminku rozpoczęło działalność getto otwarte. W getciu utworzono Judenrat, na czele którego stanął Landau, oraz policję żydowską. Działał także urząd pracy, którego kierownikiem był Haftke. 
Getto obejmowało jedną ulicę oraz plac przy którym stała synagoga. W getcie panowało przeludnienie (miało w nim przebywać około 2900 osób) oraz słabe warunki sanitarne, jedynym lekarzem był dr Szalit, a chorzy z getta wysyłani byli do szpitala działającego w kaliskim getcie. Więźniowie zatrudniani byli w pracy rzemieślniczej, na roli oraz przy robotach drogowych. Kilkuset Żydów z getta zostało wysłanych do obozu pracy w Opatówku. Getto zostało zamknięte w październiku 1940 roku.
Pierwszym komendantem getta był Niemiec Büchler, według relacji ocalałych więźniów getta często wchodził on pijany do getta i katował napotkanych Żydów. Getta pilnowało także trzech niemieckich żandarmów. Od wiosny 1941 roku osobą odpowiedzialną za funkcjonowanie getta był Ferdinand Göhler, podczas jego urzędowania warunki w getcie znacząco się pogorszyły, zmniejszono wówczas racje żywnościowe, szerzyły się także choroby, m.in. tyfus. Żydom skonfiskowano także wszystkie przedmioty wartościowe.

### Likwidacja getta
We wrześniu 1941 roku około 200 młodych Żydów zostało wysłanych do pracy na roli w okolicach Poznania. Jesienią 1941 roku w getcie uwięzionych było prawdopodobnie około 1500 Żydów. 26 listopada 1941 roku rozpoczęto akcję deportacyjną Żydów. Jednostki SS i policji wkroczyły na teren getta, Żydzi byli zbierani na placu przed synagogą i poddawani selekcji. Wybrani ładowani byli do czarnych ciężarówek, będących prawdopodobnie mobilnymi komorami gazowymi. Ofiary przewożono następni do lasu w okolicach wsi Jedlec, gdzie grzebano zwłoki. Akcję przeprowadzili prawdopodobnie członkowie Sonderkommando Lange pod dowództwem Herberta Langego. Zginęło wówczas około 600 osób, w większości starców, chorych oraz dzieci.
Pomiędzy grudniem 1941 a marcem 1942 roku kilkuset Żydów z getta miało zostać wysłanych do obozu zagłady w Chełmnie nad Nerem. Na początku 1942 roku nadających się do pracy mężczyzn wysłano do obozów pracy w okolicach Inowrocławia. W getcie pozostało około 400 Żydów, których w lipcu 1942 roku, wraz z ostatnimi więźniami getta w Kaliszu, deportowano do getta łódzkiego.
Ferdinand Göhler został po wojnie skazany przez sąd w Stuttgarcie, m.in. za zamordowanie 10 osób podczas akcji deportacyjnej w listopadzie 1941 roku.